# Sancho III Sanchez
Sancho III Sanchez, "o Novo" (em basco: ; em francês: ; em gascão: Sans), conhecido como Mitarra (do árabe para "terror" ou "terrível"), Menditarra ("montanheiro" em basco) ou Handia ("o grande" em basco), foi duque da Gasconha num período muito obscuro de sua história entre 864 e 893. Terá sido duque entre os anos de 872 e 887

## Biografia
Apesar de parte da sua história se encontrar envolta em mistério e lenda, é considerado como um grande lutador da Reconquista cristã eleito para o cargo pelo poder carolíngio nativo da Gasconha.
Durante o reinado de Sancho III, a Gasconha tornou-se independente, quebrando a fidelidade para com o rei da França. Nesta altura os viquingues instalaram-se na foz do rio Adour, o que causou alguns descontrole no condado. 

## Relações familiares
Apesar da sua genealogia ser algo obscura, é tido como um filho de Sancho II Sánchez (c.  810–864). A sua esposa é tida como sendo Sancha Galindes, de quem teve:
1. Garcia Sanchez da Gasconha "o Curvado" (? – ca. 930), duque da Gasconha, casado com Aminiona de Angoulême, filha de Vulgrino I, conde de Angoulême e de Sancha de Toulouse.